# Драгън 2 (космически кораб)
„Драгън 2“ (на английски: Dragon 2) е клас космически кораби за многократна употреба, разработени и произведени от американския авиокосмически производител SpaceX като наследник на „Драгън“, космически кораб за многократна употреба. Има два варианта: „Крю Драгън“ (на английски: Crew Dragon), космическа капсула, с възможност за превоз на до седем астронавти, и „Карго Драгън“ (на английски: Cargo Dragon), актуализиран заместител на първоначалния космически кораб „Драгън“. Космическият кораб се изстрелва на върха на ракета Falcon 9 Block 5 и се връща на Земята чрез излитане в океана. За разлика от своя предшественик, „Драгън 2“ може автономно да се прикачи към Международната космическа станция (МКС), вместо да бъде прихващан.
„Крю Драгън“ е оборудван с интегрирана система за аварийно спасяване, състояща се от осем „СуперДрако“ (на английски: SuperDraco) двигателя, способни да изстрелят апарата далече от ракетата при спешни случаи. Космическият кораб разполага с преработени слънчеви панели и модифициран външен вид в сравнение с оригиналния „Дракон“ и е оборудван с нови полетни компютри и авионика. Към март 2020 г. са произведени четири работещи космически кораба „Драгън 2“, както и няколко тестови модела, които не са участвали в полети.
„Крю Драгън“ служи като един от двата космически кораба, които се очаква да превозват екипажи до и от МКС по Програмата за търговски екипажи на НАСА, като другият е Boeing CST-100 Starliner. И двата апарата наследяват възможностите за извеждане на екипаж в орбита на космическата совалка, чиято програма беше прекратена през 2011 г. Очаква се „Крю Драгън“ да се използва при полети на американската компания за космически туризъм Space Adventures както и за превоз на туристи до и от планираната космическа станция на Axiom Space. Първият тестови полет на „Крю Драгън“ е през март 2019 г., а първият тестови полет с екипаж – с астронавтите Робърт Бенкен и Дъглас Хърли – се случи през май 2020 г. При този полет за първи път частна компания изстрелва орбитален космически кораб с екипаж. Очаква се „Карго Драгън“ да доставя товари до МКС по договор за търговско снабдяване с НАСА, заедно със „Сигнъс“ на Northrop Grumman Innovation Systems и „Дрийм Чейсър“ на Sierra Nevada Corporation. Първият полет на „Драгън 2“ в конфигурация за товарни превози стартира през декември 2020 г. На 10 ноември 2020 г. „Крю Драгън“ заедно с ракетата „Фалкън-9“ и свързаните с нея наземни системи, са напълно сертифицирани от НАСА като първата търговска система за изстрелване в историята, способна да транспортира хора до и от МКС.

## Разработка и варианти
Има два варианта: „Крю Драгън“ (Crew Dragon) и „Карго Драгън“ (Cargo Dragon). „Крю Драгън“ първоначално се нарича „ДрагънРайдър“ (DragonRider) и от самото начало е предназначен да поддържа екипаж от седем души или комбинация от екипаж и товар. Той е в състояние да извършва напълно автономно космическо рандеву и скачване с възможност за ръчен контрол, използвайки системата за скачване на НАСА (на английски: NDS). По време на типови мисии „Крю Драгън“ остава прикачен към МКС за период от 180 дни, но е проектиран да остане на станцията до 210 дни, както руския космически кораб „Союз“. От началото на процеса на разработка SpaceX планира да използва интегрирана система за аварийно изстрелване на „Драгън“.

### „Крю Драгън“
Първоначално SpaceX планира да приземява Crew Dragon на суша, използвайки двигателите LES и с парашути и океанско приводняване в случай на прекъснат старт. НАСА предлага прецизно приводняване с парашути като „основен подход за връщане и възстановяване при първите няколко полета“ на Crew Dragon. Впоследствие твърдото кацане е отменено, оставяйки приводняването с парашути като единствена възможност.
През 2012 г. SpaceX води преговори с Orbital Outfitters за разработване на космически скадандри, които да се носят по време на изстрелване и завръщане. Всеки член на екипажа носи скафандър, специално пригоден за него. Костюмът е предназначен предимно за използване вътре в Dragon (тип IVA), но в случай на бързо разхерметизиране на кабината, скафандърът може да защити членовете на екипажа. Костюмът може да осигури и охлаждане за астронавтите по време на нормален полет. За мисията Demo-1 е използван манекен, с прякор Рипли, който е снабдена със скафандър и сензори. Скафандърът е направен от Nomex, огнезащитна тъкан, подобна на кевлар.
На 18 май 2012 г. по време на пресконференция на НАСА, SpaceX обявява целева цена от 160 млн. щатски долара за пилотни полети или около 23 млн. щатски долара на място, при запълнен капацитет от седем души на борда. НАСА поръчва поне четири полета на Crew Dragon за година. Тази цена рязко контрастира с цената за изстрелване на „Союз“ към 2014 г. от 76 млн. щатски долара за място на астронавтите от НАСА. Дизайнът на космическия кораб е представен на 29 май 2014 г., по време на пресконференция в централата на SpaceX в Хоторн, Калифорния. През октомври 2014 г. НАСА избира космическия кораб „Драгън“ като един от кандидатите, с който да летят американски астронавти до Международната космическа станция, в рамките на Програмата за търговски екипажи. SpaceX използва ракета-носител „Фалкън 9 Блок 5“ за изстрелване на Dragon 2.

### „Карго Драгън“
Въпреки че при първоначалната дизайнерска концепция Dragon 2 е предназначен да превозва екипаж или екипаж и товар при намален брой места, през 2014 г. НАСА поисква втора серия от многогодишни договори за доставка на товари (известни също като CRS-2), които да зареждат МКС в периода 2020 – 2024 г. Това кара SpaceX да предложи модел със самостоятелно наименование – Cargo Dragon за полетите на НАСА. SpaceX печели поръчката за Cargo Dragon в резултат на търга за CRS-2, като договорите за шест полета са възложени през януари 2016 г.
Cargo Dragons се различават от варианта с екипаж, тъй като се изстрелват без седалки, без контролери в пилотската кабина, без системи за животоподдържащи системи за астронавтите и без аварийните двигатели SuperDraco. Cargo Dragon подобрява в много аспекти оригиналния дизайн на Dragon, включително процеса на възстановяване и обновяване. SpaceX планира да преизползва до пет пъти всяка капсула Cargo Dragon.

## Дизайн
Dragon 2 включва следните функции:
Dragon 2 е частично преизползваем, което води до значително намаляване на разходите. След първоначалните планове на SpaceX да използва нови капсули за всеки пилотен полет на НАСА, двете страни се съгласяват да използват повторно капсулите Crew Dragon за полети на НАСА. Cargo Dragon може да превозва 3307 кг към МКС. Crew Dragon има капацитет от седем астронавти (само четири места се използват за мисии на НАСА). Над седалките има контролен панел с три екрана, тоалетна със завеса и люк за скачване. Океанските приводнявания се извършват с четири основни парашута и в двата варианта. Парашутната система е напълно преработена спрямо тази, използвана в предишната капсула Dragon, поради необходимостта за отваряне на парашутите в различни сценарии при прекъсване на изстрелването.
Crew Dragon има осем странично разположени двигатели SuperDraco, групирани по двойки в четири джоба, като всеки двигател може да произвежда тяга от 71 kN, която да се използва при прекратяване на полети. Всеки джоб съдържа и четири тласкащи двигателя Draco, които се използват за контрол на позицията и орбитални маневри. Горивната камера на двигателя SuperDraco е 3D принтирана от Inconel, сплав от никел и желязо, използвайки процес на директно метално лазерно синтероване. Двигателите се намират в защитна мотогондола, за да се предотврати разпространението на повреда, ако двигателят дефектира.
След като излезе в орбита, Dragon 2 може автономно да се прикачи към МКС. Dragon използва прихващане, неавтономен начин за закрепване към МКС, което се извършва с помощта на роботизираното рамо Canadarm2. В Crew Dragon е запазена възможността за скачване с ръчно управление посредством компютър, наподобяващ таблет. Космическият кораб може да се управлява в пълен вакуум, а екипажът носи космически костюми, проектирани от SpaceX, за да го предпазват в случай на бързо разхерметизиране на кабината. Също така апаратът може да се завърне безопасно в случай на теч с еквивалентен отвор с диаметър 6,35 mm.
Пропелант и хелий под налягане, използвани за прекъсване на изстрелването и за орбитални маневри, се съхраняват в сферични титаниеви резервоари обвити с полимер от въглеродни влакна. Топлинният щит PICA-X предпазва капсулата по време на обратното навлизане, докато подвижна тежест позволява по-прецизен контрол на позицията по време на навлизането в атмосферата и по-точен контрол при определянето на елипсовидната зона за кацане. Преизползваем носов конус предпазва кораба и адаптера за скачване по време на излитане и връщане. Чрез панта той се отваря за скачване в Космоса и се затваря при връщане и бъдещи изстрелвания.
Багажникът е третият конструктивен елемент на космическия кораб, който съдържа слънчеви панели, радиатори за топлоотнемане и перки осигуряващи аеродинамична стабилност по време на аварийно прекратяване.
Разгръщащите се слънчеви панели от предишния Cargo Dragon са премахнати и са вградени в самото багажно отделение. Това увеличава пространството, намалява броя на механизмите на апарата и допълнително увеличава надеждността.
|  | Тази страница частично или изцяло представлява превод на страницата SpaceX Dragon 2 в Уикипедия на английски. Оригиналният текст, както и този превод, са защитени от Лиценза „Криейтив Комънс – Признание – Споделяне на споделеното“, а за съдържание, създадено преди юни 2009 година – от Лиценза за свободна документация на ГНУ. Прегледайте историята на редакциите на оригиналната страница, както и на преводната страница, за да видите списъка на съавторите. ВАЖНО: Този шаблон се отнася единствено до авторските права върху съдържанието на статията. Добавянето му не отменя изискването да се посочват конкретни източници на твърденията, които да бъдат благонадеждни. |